# Incidente da ilha de Perejil
O Incidente da ilha de Perejil ou Crise da Ilha de Perejil foi um conflito armado sem derramamento de sangue entre a Espanha e Marrocos, que ocorreu em julho de 2002. O incidente ocorreu ao longo da pequena e desabitada Ilha de Perejil.

## Ocupação marroquina
A ocupação da ilha foi precedida por uma escalada de tensão diplomática entre a Espanha e Marrocos desde o advento ao trono do rei Mohammed VI (Julho de 1999), que envolveu a retirada de seu embaixador da Espanha em Outubro de 2001, em um gesto diplomático considerado muito hostil.
A tensão aumentou em 11 de julho de 2002, quando um grupo de seis soldados marroquinos foi enviado para a ilha e estabeleceram uma base.
Marrocos afirmou que as tropas estavam lá para criar um posto de observação que iria acompanhar a imigração ilegal e combater o tráfico de drogas que utiliza a ilha como uma plataforma logística.  Espanha negou a alegação de Marrocos, e o Ministério das Relações Exteriores espanhol afirmou que os marroquinos plantaram duas bandeiras na ilha.
Em 12 de julho, Espanha enviou navios de patrulha à costa marroquina, e um patrulheiro marroquino foi avistado perto de outras ilhas controladas pelos espanhóis.

## Operação Romeo-Sierra
Às 06h21 de 18 de julho de 2002, eclodiu o conflito, quando Espanha tomou a ilha à força, na operação de codinome Operação Romeo-Sierra. O ataque foi realizado por 28 unidades do comandos espanhol Grupo de Operaciones Especiales vindo de Alicante. A Marinha Espanhola e a Força Aérea Espanhola prestaram apoio. Os cadetes da marinha marroquina não oferecem qualquer resistência. Em questão de horas, todos os cadetes da marinha marroquina foram feitos prisioneiros, e a ilha foi assegurada. A marinha espanhola acreditava inicialmente que havia doze cadetes na ilha, mas, finalmente, apenas seis cadetes foram capturados  e transportados de helicóptero para a sede da Guardia Civil em Ceuta, de onde foram transportados para a fronteira marroquina. Ao longo do mesmo dia, os comandos espanhóis na ilha foram substituídos por soldados da Legião Espanhola.

## Consequências
As tropas da Legião Espanhola na ilha permaneceram ali após a operação ser concluída. Os Estados Unidos mediaram a situação e, eventualmente, conseguiram restaurar o status quo ante bellum. Todas as tropas espanholas foram retiradas, e a ilha permanece desocupada, mas reivindicada por ambos os lados. A BBC News entrevistou cidadãos espanhóis em Madri após o conflito, e a maioria das pessoas apoiaram esta incursão. O político da oposição Gaspar Llamazares do partido Esquerda Unida, afirmou que a Espanha não deve cair na armadilha de provocação, para não arruinar a sua imagem no norte da África.